# Lijst van schilderijen in het Rijksmuseum Amsterdam/Kn-Kz
Lijst van schilderijen in het Rijksmuseum Amsterdam met werken van schilders van wie de achternaam begint met de letters Kn t/m Kz. Vermeldingen in het grijs geven aan dat het werk geen deel meer uitmaakt van de collectie van het Rijksmuseum, bijvoorbeeld omdat het in bruikleen gegeven is aan een andere instelling of omdat het teruggegeven is aan de bruikleengever.
| Inventarisnummer | Toeschrijving                                    | Titel | Datering      | Afbeelding |
| ---------------- | ------------------------------------------------ | --- | ------------- | ---------- |
| SK-A-1280        | Godfrey Kneller                                  | Portret van Cornelis de Bruyn | 1695-1700     |            |
| SK-A-3337        | Naar Godfrey Kneller                             | Een oude geleerde | 1645-1672     |            |
| SK-A-1493        | Naar Godfrey Kneller                             | Portret van de eerste graaf van Albemarle | 1697          |            |
| SK-A-2361        | François van Knibbergen                          | Panoramisch landschap | Ca. 1655-1665 |            |
| SK-C-451         | Wouter Knijff                                    | Gezicht op Dordrecht | 1643          |            |
| SK-A-4220        | Josephus Augustus Knip                           | De beschieting van Den Bosch door de Fransen                                                                                                 | 1800          |            |
| SK-A-3909        | Josephus Augustus Knip                           | Het uitzicht vanuit de Bataafse ambassade in Parijs                                                                                          | 1801          |            |
| SK-C-1456        | Josephus Augustus Knip                           | Gezicht op de tuin van de ambassadeur Rutger Jan Schimmelpenninck, de Jardin de Bagatelle te Auteuil                                         | Ca. 1801      |            |
| SK-C-1455        | Josephus Augustus Knip                           | De achterzijde van de Bataafsche ambassade te Parijs ten tijde van het ambassadeurschap van Rutger Jan Schimmelpenninck                      | 1801-1802     |            |
| SK-A-1058        | Josephus Augustus Knip                           | De golf van Napels met op de achtergrond het eiland Ischia                                                                                   | 1818          |            |
| SK-A-1059        | François Cornelis Knoll                          | Stilleven in een stal | 1824          |            |
| SK-A-3947        | N. Knop                                          | Gezicht op Smyrna | 1779          |            |
| SK-A-1458        | Nicolaes Knüpfer                                 | De gezanten van Alexander de Grote bekleden de tuinman Abdalonymos met de insigniën der koningswaardigheid van Sidon                         | 1630-1649     |            |
| SK-A-4779        | Nicolaes Knüpfer                                 | Scène uit het huwelijk van Messalina en Gaius Silius, mogelijk episode uit een toneelstuk                                                    | 1645-1655     |            |
| SK-A-1218        | Hendrik Kobell                                   | De schipbreuk | 1775          |            |
| SK-C-164         | Jan Kobell                                       | Landschap met vee | 1804          |            |
| SK-A-1061        | Jan Kobell                                       | Ossen in de weide | 1806          |            |
| SK-A-1062        | Jan Kobell                                       | Koeien op stal | 1828-1830     |            |
| SK-C-542         | Barend Cornelis Koekkoek                         | Landschap bij opkomende regenbui | 1825-1829     |            |
| SK-C-165         | Barend Cornelis Koekkoek                         | Winterlandschap | 1835-1838     |            |
| SK-A-1546        | Barend Cornelis Koekkoek                         | Bosgezicht | 1848          |            |
| SK-C-166         | Barend Cornelis Koekkoek                         | Italiaans landschap | 1848          |            |
| SK-A-795         | Roelof Koets (II)                                | Portret van een predikant | 1668          |            |
| SK-A-3320        | Willem van Konijnenburg                          | Ploegende boer | 1890-1940     |            |
| SK-A-207         | Philips Koninck                                  | De ingang van het bos | 1650-1688     |            |
| SK-A-4133        | Philips Koninck                                  | Vergezicht met hutten aan een weg | 1655          |            |
| SK-A-1904        | Philips Koninck                                  | Portret van Joost van den Vondel | 1665          |            |
| SK-A-1954        | Philips Koninck                                  | Portret van Joost van den Vondel | 1674          |            |
| SK-A-206         | Philips Koninck                                  | Rivierlandschap | 1676          |            |
| SK-A-23          | Salomon Koninck                                  | Een geleerde in zijn studeerkamer | 1635-1656     |            |
| SK-A-2220        | Salomon Koninck                                  | De afgoderij van koning Salomo | 1644          |            |
| SK-A-1063        | Willem Bartel van der Kooi                       | Zelfportret van Willem Bartel van der Kooi, wijzend naar het portret van zijn gestorven collega Dirk Jacobsz Ploegsma                        | 1791-1795     |            |
| SK-C-1556        | Willem Bartel van der Kooi                       | Portret van Jacobus Scheltema | 1798-1819     |            |
| SK-A-208         | Willem Bartel van der Kooi Naar Anthony van Dyck | Portret van Wolfgang Wilhelm, paltsgraaf van Neuburg, hertog van Gulik en Berg                                                               | 1800-1810     |            |
| SK-A-209         | Willem Bartel van der Kooi                       | Portretten van Sebastiaan Leerse en zijn vrouw                                                                                               | 1804          |            |
| SK-A-210         | Willem Bartel van der Kooi                       | Portretten van Sebastiaan Leerse en zijn vrouw                                                                                               | 1804          |            |
| SK-A-1064        | Willem Bartel van der Kooi                       | De minnebrief | 1808          |            |
| SK-A-4139        | Willem Bartel van der Kooi                       | Portret van Adriaen Pieter Twent, graaf van Rosenburg                                                                                        | 1809          |            |
| SK-A-1170        | Willem Bartel van der Kooi                       | Portret van Jan Kobell (II) | 1811          |            |
| SK-A-1065        | Willem Bartel van der Kooi                       | Het gestoorde pianospel | 1813          |            |
| SK-A-3565        | Anton L. Koster                                  | Bollenvelden | 1880-1937     |            |
| SK-A-5046        | Everhardus Koster                                | Het buiten Zorg Vrij aan de Kleine Houtweg te Haarlem                                                                                        | 1883          |            |
| SK-A-982         | Naar David von Krafft                            | Portret van Karel XII, koning van Zweden | 1700-1750     |            |
| RP-T-1952-200    | Simon Andreas Krausz                             | Een linkervoet | 1770-1825     |            |
| RP-T-1952-199    | Simon Andreas Krausz                             | Een rechtervoet | 1770-1825     |            |
| RP-T-1952-248    | Simon Andreas Krausz                             | Rustende landlieden in een wei | 1770-1825     |            |
| SK-A-657         | Cornelis Kruseman                                | Portret van Gerrit Carel Rombach | 1807-1833     |            |
| SK-A-3795        | Cornelis Kruseman                                | Portret van Godart Alexander Gerard Philip Baron van der Capellen                                                                            | 1816-1857     |            |
| SK-A-1067        | Cornelis Kruseman                                | Boerengezin in interieur | 1817          |            |
| SK-A-2137        | Cornelis Kruseman                                | Portret van Mevr. Brak-Haskenhoff | 1818          |            |
| SK-A-3050        | Cornelis Kruseman                                | Portret van Marie Allebé-Herckenrath | 1820          |            |
| SK-C-167         | Cornelis Kruseman                                | Lezende oude vrouw | 1820-1833     |            |
| SK-A-1069        | Cornelis Kruseman                                | Godsvrucht | 1823          |            |
| SK-A-3796        | Cornelis Kruseman                                | Portret van Hendrik Merkus Baron de Kock | 1826-1857     |            |
| SK-A-2166        | Cornelis Kruseman                                | Portret van Graaf Johannes van den Bosch | 1829          |            |
| SK-A-2167        | Cornelis Kruseman                                | Portret van Rudolphina Wilhelmina Elizabeth de Sturler met haar zoon Richard Leeuwenhart                                                     | 1829          |            |
| SK-A-1066        | Cornelis Kruseman                                | De graflegging | 1830          |            |
| SK-A-1070        | Cornelis Kruseman                                | Een van zin | 1830          |            |
| SK-A-1068        | Cornelis Kruseman                                | Philips II beschuldigt prins Willem van Oranje te Vlissingen bij zijn vertrek uit de Nederlanden in 1559                                     | 1832          |            |
| SK-A-2823        | Cornelis Kruseman                                | De vervanging van het gewonde paard van de prins van Oranje, de latere koning Willem II, tijdens het gevecht bij Boutersem, 12 augustus 1831 | 1837-1839     |            |
| SK-A-3800        | Naar Cornelis Kruseman                           | Portret van Dominique Jacques de Eerens | 1855-1858     |            |
| SK-A-5032        | Frederik Marinus Kruseman                        | Mediterende monnik bij ruïne in de nacht | 1862          |            |
| SK-A-1071        | Jan Adam Kruseman                                | De profeet Elisa en de Sunamietische vrouw                                                                                                   | 1825          |            |
| SK-A-1072        | Jan Adam Kruseman                                | Rustend meisje | 1827          |            |
| SK-A-3950        | Jan Adam Kruseman                                | Portret van Gijsbertus Johannes Rooyens | 1828          |            |
| SK-A-1621        | Jan Adam Kruseman                                | Portret van Willem I, koning der Nederlanden                                                                                                 | 1830-1843     |            |
| SK-C-1672        | Jan Adam Kruseman                                | Portret van Alida Christina Assink | 1833          |            |
| SK-A-1613        | Jan Adam Kruseman                                | Portret van Cornelis Hendrik à Roy | 1833          |            |
| SK-A-1570        | Jan Adam Kruseman                                | Portret van Catharina Annette Fraser | 1834          |            |
| SK-C-169         | Jan Adam Kruseman                                | Portret van Adriaan van der Hoop | 1835          |            |
| SK-C-1123        | Jan Adam Kruseman                                | Regenten en regentessen van het leprozenhuis te Amsterdam, 1834-35                                                                           | 1835          |            |
| SK-A-5044        | Jan Adam Kruseman                                | Portret van Abrahamina Henriëtte Wurfbain | 1837          |            |
| SK-C-170         | Jan Adam Kruseman                                | Portret van Willem II, koning der Nederlanden                                                                                                | 1839          |            |
| SK-A-3020        | Jan Adam Kruseman                                | Portret van Dieuwke Fontein | 1844          |            |
| SK-A-1499        | Jan Adam Kruseman                                | Portret van Rodolphe le Chevalier | 1850          |            |
| SK-C-168         | Jan Adam Kruseman                                | De Muiderkring | 1852          |            |
| SK-A-5009        | Jan Adam Kruseman                                | Salomé met het hoofd van Johannes de Doper                                                                                                   | 1861          |            |
| SK-A-3861        | Gerard van Kuijl                                 | Portretten van Guilliaam van Bleyswijk en Catharina van Well                                                                                 | 1640-1660     |            |
| SK-A-3862        | Gerard van Kuijl                                 | Portretten van Guilliaam van Bleyswijk en Catharina van Well                                                                                 | 1640-1660     |            |
| SK-A-835         | Gerard van Kuijl                                 | Musicerend gezelschap | 1651          |            |
| SK-A-1725        | Toegeschreven aan Cornelis Cornelisz. Kunst      | Linkervleugel van een altaarstuk met de besnijdenis (binnenzijde) en Maria van een verkondiging (buitenzijde)                                | Ca. 1515-1525 |            |
| SK-A-3859        | Conrad Kuster                                    | Portretten van van Diederik van Bleyswijk en Cornelia van Schuylenburgh                                                                      | 1761          |            |
| SK-A-3860        | Conrad Kuster                                    | Portretten van van Diederik van Bleyswijk en Cornelia van Schuylenburgh                                                                      | 1761          |            |